# Nœud gordien
 (novembre 2020).
Pour les articles homonymes, voir nœud.

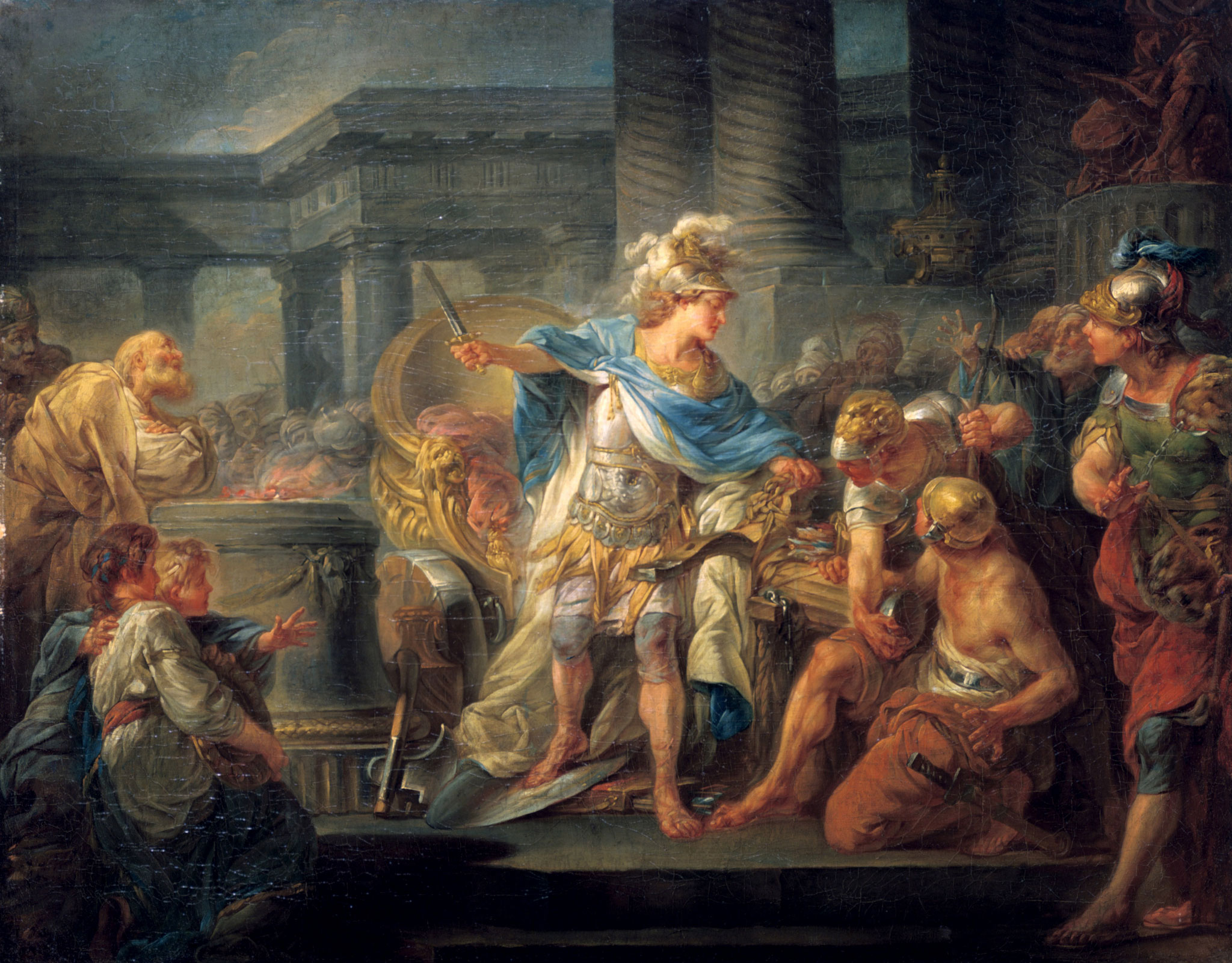
Alexandre tranchant le nœud gordien par Jean Simon Berthélemy, Paris, École des beaux-arts.

L’expression nœud gordien désigne, métaphoriquement, un problème qui ne présente pas de solution apparente, finalement résolu par une action radicale. Par extension, la nature radicale de la solution apportée à ce problème a forgé l’expression « trancher le nœud gordien ». Cette expression trouve son origine dans la légende d’Alexandre le Grand.

## Le mythe du nœud gordien
La légende du nœud gordien prend racine dans la cité de Gordion (actuelle Yassıhüyük), située au centre de l’Anatolie et appartenant à l’Empire perse. Selon la légende, Gordios, un pauvre Phrygien qui possédait peu de terres et seulement deux paires de bœufs, vit un aigle se poser sur le joug de son char. L’animal y resta perché jusqu’à l’heure où l'on détacha les bœufs. Perturbé, Gordios se rendit dans le village de Telmessos, en Lycie, afin d’y consulter les habitants qui étaient connus pour posséder des dons divinatoires. Sur sa route, il rencontra une jeune fille, membre de la communauté des Telmessiens, qui possédait elle-même ces dons. Elle lui conseilla alors de retourner au même endroit et de sacrifier à Zeus. Elle suivit Gordios sur le lieu du sacrifice ; ils se marièrent alors et eurent un fils, nommé Midas. 
Lorsque la Phrygie fut traversée par des troubles politiques liés à l’élection d’un nouveau roi, un oracle leur annonça qu’un char leur amènerait un roi mettant un terme à la guerre civile. Alors que les Phrygiens, réunis en assemblée, étaient encore en train de débattre, Midas s’arrêta devant l’assemblée sur son char. Les Phrygiens, interprétant l’oracle, reconnurent en cet évènement la prophétie. Par conséquent, ils élurent Midas roi de Phrygie, et celui-ci fit placer le char de son père sur l’acropole, dans le temple de Zeus Bronton (dieu phrygien du tonnerre), afin d’exprimer sa reconnaissance pour lui avoir envoyé l’aigle. 
Par la suite, une autre légende fut établie, disant que celui qui réussirait à dénouer le nœud de Gordios deviendrait maître de l’Asie. Ce nœud était fixé sur le char par le joug et reliait le timon. Selon Plutarque, ce nœud aurait été un nœud végétal en écorce de cornouilles. Il serait donc « sans commencement, ni fin apparente ».

## Alexandre le Grand et le nœud gordien

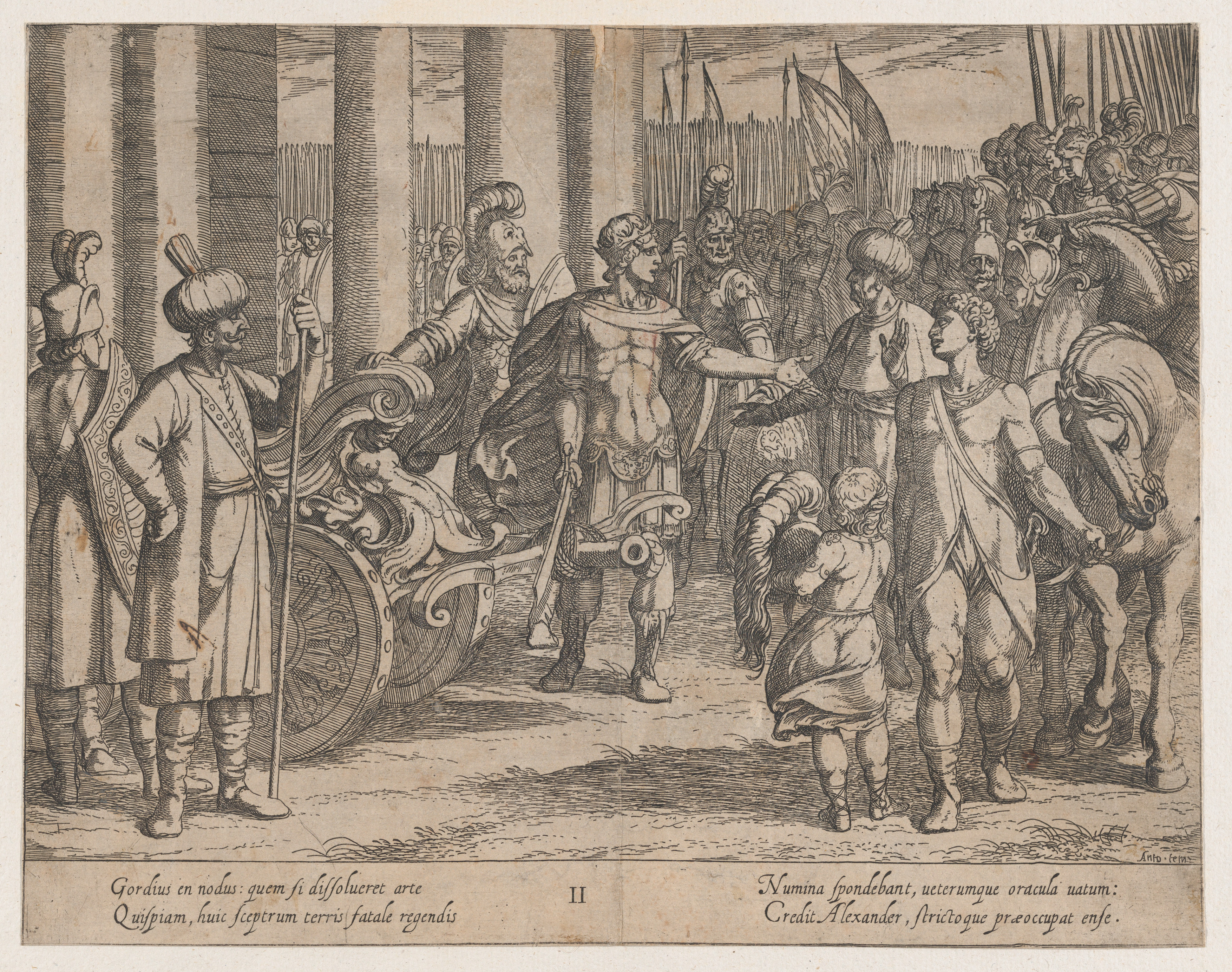
Représentation d'Alexandre le Grand coupant le nœud gordien, Antonio Tempesta, 1608, estampe conservée au Metropolitan Museum of Art de New York.

La légende est racontée par Diodore de Sicile, mais c’est la version d’Aristobule de Cassandréia, connue par Arrien, qui a livré le plus d’informations sur l'épisode du nœud gordien. Au début de l’année 333 av. J.-C., quand il arriva dans la ville, Alexandre fut en effet mis au courant de la légende  du nœud gordien et s’en passionna. Il demanda alors qu’on lui montre le char de Gordios. Après avoir cherché la solution, il trancha le nœud avec son épée, selon certaines versions. Les historiens ne s’accordent toujours pas sur cet épisode : certains affirment qu’il aurait tranché le nœud alors que d’autres affirment qu’il aurait réussi à le dénouer. La légende raconte que des éclairs et coups de tonnerre s’abattirent, la nuit suivante, sur la ville en signe d’approbation céleste. C’est pourquoi Alexandre le Grand offrit un sacrifice, en remerciement, aux dieux qui avaient manifesté par des signes leur approbation. Ces signes validaient l’oracle qui avait prédit que l’homme qui dénouerait le nœud régnerait sur l’Asie. 
Cet épisode représente un tournant dans la conquête de l’Anatolie par Alexandre, car il lui accorda une consécration officielle et une filiation divine pour revendiquer la conquête du royaume phrygien, point de départ de l’extension macédonienne en Anatolie[réf. nécessaire].

## Sources antiques
- Arrien, Anabase [lire en ligne], II, 2.
- Diodore de Sicile, Bibliothèque historique [détail des éditions] [lire en ligne], XVII.